# 三國志IX
《三國志IX》是一款由光荣公司制作的历史类游戏。本游戏为三国志系列的第九代作品。本游戏于2003年12月20日在PlayStation 2日本地区发行，于2004年2月24日在PlayStation 2北美地区发行。栗山和樹編曲音樂。
本游戏增加了战术试验模式、战士培训模式等，採用單一大地圖模式，最遠可攻打日本。
Metacritic根据17个评论者的结果给与74/100的分数。

## 劇本
- 184年2月　黃巾當立覆蒼天 桃園義結延漢祚
- 190年1月　扶漢室孟德發檄 伐董卓諸侯並起
- 194年6月　呂溫侯豪取兗州 小霸王席捲江東
- 200年4月　曹袁氏對峙官渡 真霸主平定中原
- 207年1月　求臥龍三顧茅廬 抗雄兵決戰赤壁
- 211年7月　哀孫吳痛失周瑜 馬孟起興兵雪恨
- 219年7月　劉備進位漢中王 關羽恨失荊州主
- 225年7月　南蠻渠魁起異兵 蜀漢丞相興雄師
- 234年4月　五丈原名將對陣 未捷師孔明殞命
- 263年7月　守劍閣忠臣死戰 滅蜀漢二士爭功

### if劇本
- 191年2月 　孫文台中興漢室
- 191年7月 　白馬將軍震九州
- 197年6月　 呂奉先君臨天下
- 200年1月　 漢忠臣戮力回天
- 200年10月　袁本初雄霸華北
- 210年10月　周美郎雄圖二分
- 220年1月 　爭皇位曹氏動盪
- 264年1月 　亂西蜀英雄較勁
- 208年1月 　超・三國志(根據反三國演義)
- 281年1月 　公侯將相本無種